# Железная дорога Дрезден-Клоцше — Аэропорт Дрездена
Железная дорога Дрезден-Клоцше — Аэропорт Дрездена — однопутная электрифицированная ж/д линия в Саксонии, Германия. Проходит из станции Дрезден-Клоцше на железной дороге Гёрлиц-Дрезден до аэропорта Дрездена и сегодня обслуживается исключительно Скоростной железной дорогой Дрездена.

## История
Железная дорога в аэропорт Дрездена была проложена от ветки Школы военной авиации Клоцше и закончена в 1936 году. Ее строительство было начато после открытия аэропорта в Дрездене в июле 1935 года. Железнодорожная ветка длиной три километра, конечная остановка которой находилась недалеко от нынешней развязки Дрезден-Норд между А4 и А13, была построена в 1934 году для снабжения этого района.
Бывшая ветка была перестроена как железная дорога с созданием авиационной промышленности в Дрездене в 1955 году. На Гренцштрассе была открыта станция для обслуживания Авиастроительного завода («Flugzeugwerke»). Пассажирские поезда, ездящие в соответствии со сменами на заводе, также могли использоваться общественностью с 1966 года.
С 1972 года двухэтажный двухтактный поезд ходил до Дрезденской Гренцштрассе, чтобы впервые справиться с интенсивным пригородным движением. Такие поезда в основном следовали до и от Пирна, но некоторые помимо этого шли до Альтенберга.
После воссоединения Германии в 1990 году количество пассажиров на Гренцштрассе в часы пик значительно сократилось. В то же время началась реконструкция аэропорта Дрездена в качестве крупного регионального аэропорта. Это означало, что рассматривался вопрос об эффективном транспортном соединении с ним. В сентябре 1997 года началось планирование расширения железнодорожной дороги до нового терминала, который должен был быть построен рядом с бывшим авиастроительным заводом к северу от старого терминала. Последние пассажирские поезда по старой линии ходили 22 мая 1998 года.

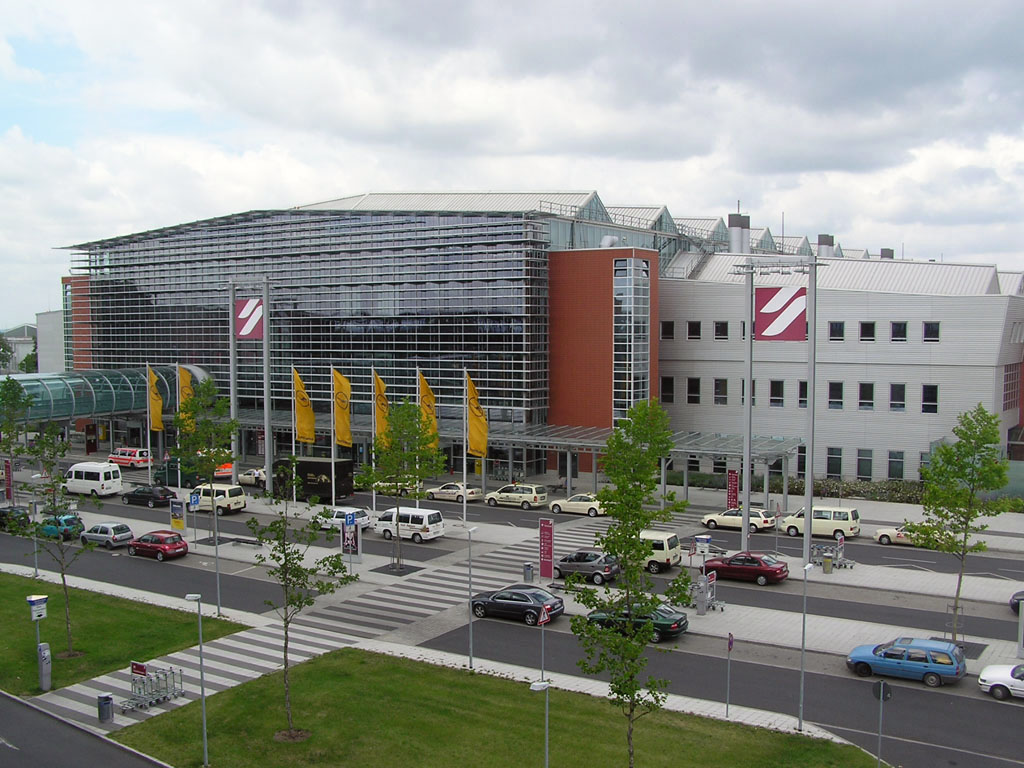
1 терминал аэропорта, вид с парковки. Ж/д станция находится под землей прямо перед данным зданием (фото 2005 года)

Строительство началось для подключения аэропорта к сети скоростной железной дороги 30 июля 1998 года. Строительство сборного железобетонного туннеля было завершено летом 1999 года. На станции Дрезден-Клоцше был построен летающий узел длиной 200 м для движения в аэропорт по железной дороге Дрезден-Гёрлиц; также была построена развязка с двумя новыми электрифицированными путями для движения в аэропорт и из него. Общая прогнозируемая стоимость строительства составила 84,3 миллиона немецких марок, что было профинансировано Свободным штатом Саксония. 25 марта 2001 года новая линия была открыта одновременно с новым 1 терминалом аэропорта. До завершения Сити-туннеля станция Дрезденского аэропорта была единственной станцией метро в Саксонии.
С момента своего открытия эта линия эксплуатируется как линия S2 Скоростной железной дорогой Дрездена. Поезда ходят каждые 30 минут в направлении Главного вокзала Дрездена, а в будние дни продолжают движение до Хайденау и Пирны.

## Варианты развития
В соответствии с планом использования территории Дрездена, действующим с конца 1996 года, зарезервированы маршруты как для соединительной кривой к северу от станции Дрезден-Клоцше, так и для продолжения линии в направлении Индустригеленде к юго-западу от аэропорта. Если эти планы будут реализованы, то, например, поезда смогут ходить в восточную Саксонию без остановки в аэропорту.
Закон о зонировании также предусматривал возможность создания дополнительной станции на существующей линии рядом с Кёнигсбрюккер Ландштрассе для пересадки. Это позволит добраться до Дрезденских трамваев 7 линии на остановке Индустрипарк Клоцше, а также городских и региональных автобусных маршрутов.
Однако конкретных планов по реализации этих идей нет.

## Станции
Дрезден-Клоцше

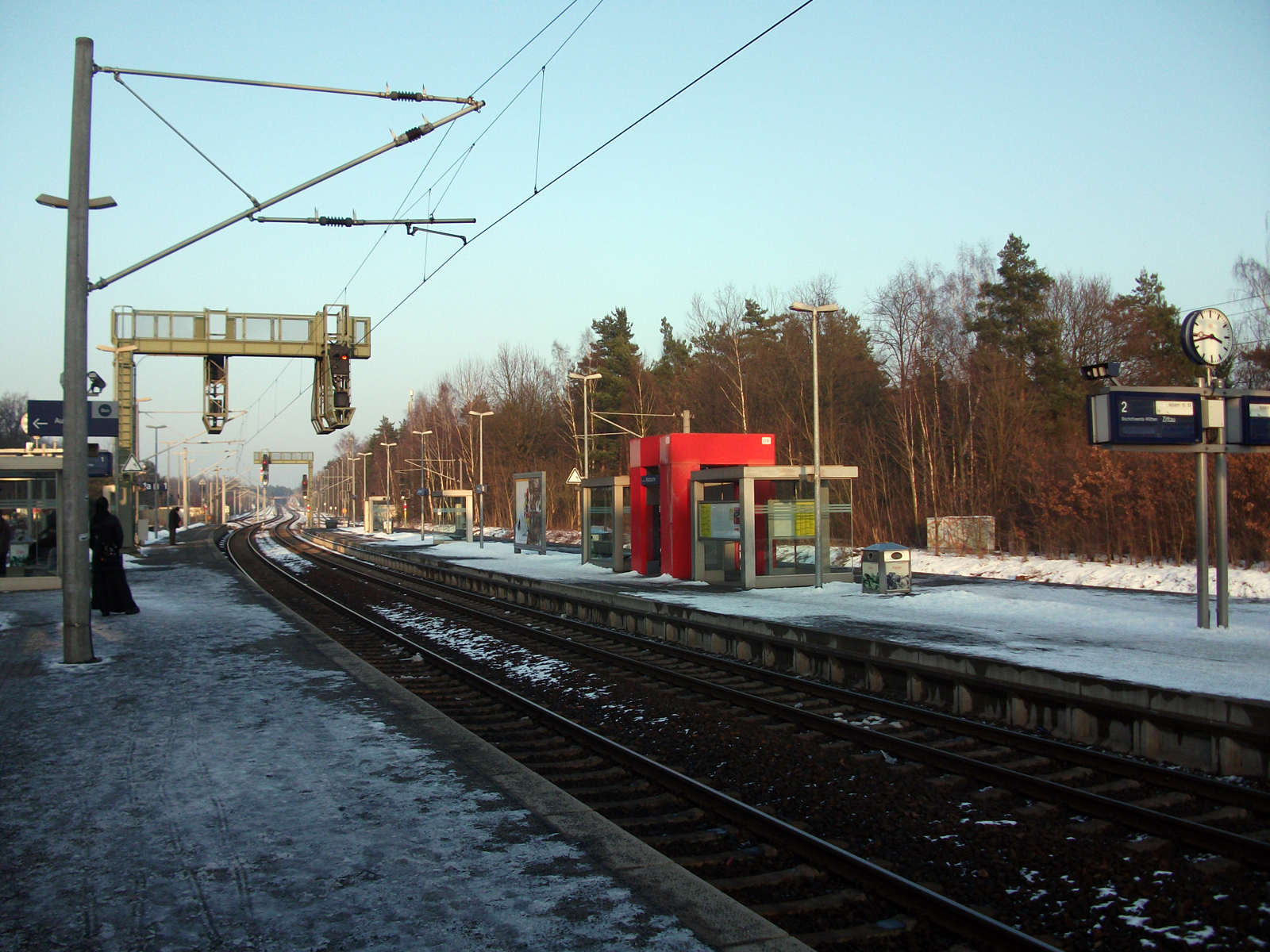
Станция Дрезден-Клоцше (2011 год)

Станция Дрезден-Клоцше была открыта на железной дороге Герлиц-Дрезден в 1873 году под названием «Клоцше-Кёнигсвальд». С открытием узкоколейной железной дороги в Кёнигсбрюк в 1884 году Клоцше стал железнодорожным узлом. Позже такая колея была преобразована в стандартную европейскую.
Станция Дрезден-Клоцше в настоящее время является важной региональной станцией в северной части Дрездена. Удобные пересадки включают, в частности, региональные экспресс-перевозки от Гёрлица и Циттау до 2 Дрезденской линии скоростной железной дороги и автобусов.
Гренцштрассе Дрездена
Станция Гренцштрассе в основном используется для обслуживания транспорта, следующего на близлежащие предприятия. В редких случаях два поезда все же могут пересечься на станции. Иногда станция действует как конечная остановка, если туннель аэропорта заблокирован.
Аэропорт Дрездена

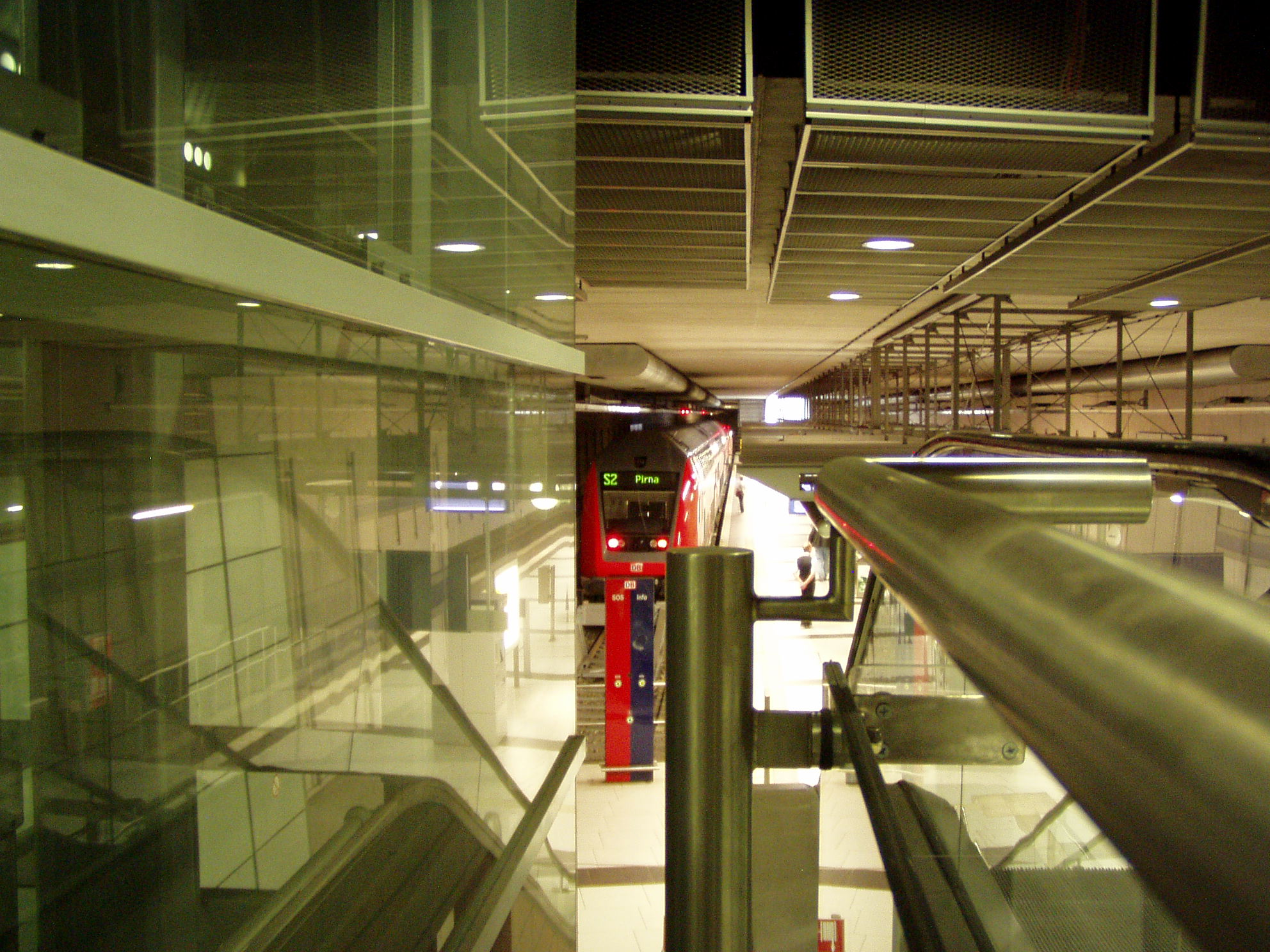
Станция аэропорта Дрездена (2008 год)

Станция аэропорта Дрездена была восьмой станцией при аэропорте, построенной в Германии, и первой станцией метро в Саксонии. Она был открыт 25 марта 2001 года.
Станция расположена на втором цокольном этаже терминала (уровень −2), и добраться до нее можно только из терминала по двум эскалаторам. Как и все станции, недавно построенные Скоростной железной дорогой Дрездена, она имеет длину платформы 140 метров; она расположена на пространстве между двумя конечными путями.

## Подвижной состав
Линия начала эксплуатироваться с низкопольным дизельным двигателем Siemens Desiro (в период с 2001 по 2004 гг.) и классическими железнодорожными вагонами класса 642. С тех пор по линии ходит состав с двухэтажными вагонами двухтактным типом и буксирующим электровозом класса 143. В туннеле аэропорта разрешается ходить только поездам с функцией экстренного торможения. На локомотивах класса 143 также была установлена система пожарной сигнализации.